# Nathan B. Scott

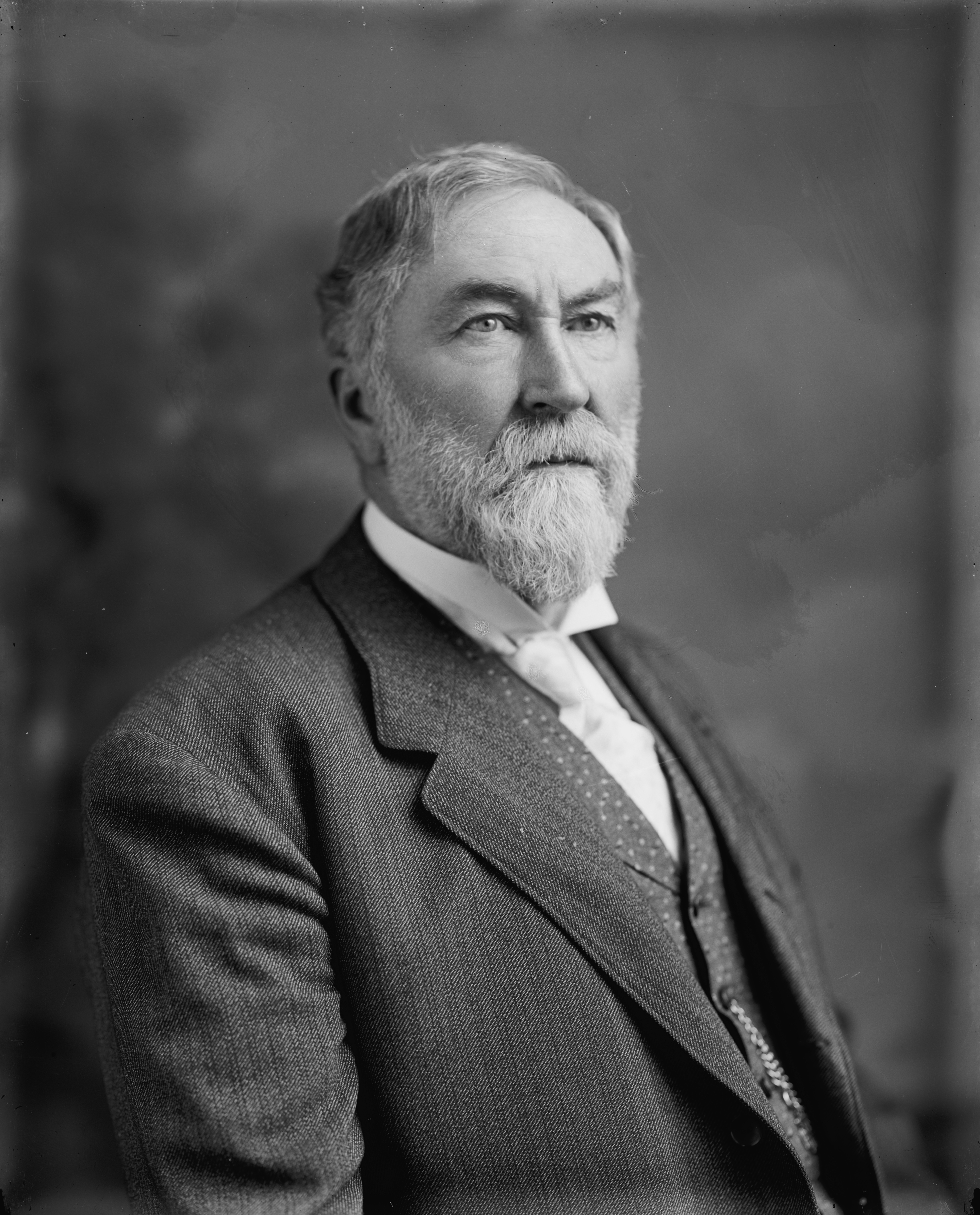
Nathan Bay Scott

Nathan Bay Scott, född 18 december 1842 i Guernsey County, Ohio, död 2 januari 1924 i Washington, D.C., var en amerikansk republikansk politiker och affärsman. Han representerade delstaten West Virginia i USA:s senat 1899-1911.
Scott deltog i amerikanska inbördeskriget i nordstaternas armé. Efter kriget var han verksam inom glasbruket i Wheeling, West Virginia. Han gjorde också karriär inom bankbranschen. Han var fullmäktigeordförande i Wheeling 1881-1883. Han var ledamot av delstatens senat 1883-1890. Han efterträdde 1899 Charles James Faulkner som senator för West Virginia och omvaldes sex år senare. Republikanerna i West Virginia bestämde sig för att inte nominera Scott för en tredje gång 1911. demokraternas kandidat William E. Chilton valdes till hans efterträdare i senaten.
Efter sin tid i senaten var Scott verksam inom bankbranschen i Washington, D.C. Hans grav finns på Rock Creek Cemetery i den amerikanska huvudstaden.